# Cyril Cusack
Cyril Cusack (n. 26 noiembrie 1910 în Africa de Sud, din părinți irlandezi – d. 7 octombrie 1993 în Londra) a fost un actor irlandez de film.

## Filmografie selectivă
- 1950 Gone to Earth
- 1956 Omul care n-a existat niciodată
- 1968 Galileo Galilei (Galileo), regia Liliana Cavani
- 1971 Sacco și Vanzetti (Sacco e Vanzetti), regia Giuliano Montaldo
- 1972 Dați totul, băieți! (... più forte ragazzi!), regia Giuseppe Colizzi
- 1972 Poliția mulțumește (La polizia ringrazia), regia Steno
- 1974 Vânzătorul de baloane (Il venditore di palloncini), regia Mario Gariazzo